# Peter August Gödecke
Peter August Gödecke, född 2 juni 1840 i Norrköping, död 18 augusti 1890 på Vik nära Växjö, var en svensk författare, översättare och pedagog.
Gödecke blev student vid Uppsala universitet 1861, filosofie kandidat 1869 och filosofie doktor 1872. Han var föreståndare för Östergötlands, senare Nerikes folkhögskola 1869–1876. Åren 1876–1879 var han huvudredaktör för Aftonbladet, från 1880 rektor för Växjö folkskollärarseminarium. Bland Gödeckes skrifter märks översättningar av Eddan (1877; ny upplaga 1881) samt av Egil Skallagrimssons saga och Gunnlaug Ormstungas saga (1872). Gödecke, som under märket Finn debuterade i Namnlösa sällskapets kalendrar, utgav ett par originalarbeten, Berättelser och utkast (1867) och Turistbref från en resa i Norge sommaren 1875 (1876). Han skrev litteraturkritiker i Nordisk tidskrift för vetenskap, konst och industri.

## Priser och utmärkelser
- 1878 – Letterstedtska priset för översättningen av Eddan